# Didynamipus sjostedti
Didynamipus sjostedti is een kikker uit de familie padden (Bufonidae). De soort werd voor het eerst wetenschappelijk beschreven door Lars Gabriel Andersson in 1903. Oorspronkelijk werd de wetenschappelijke naam Didynamipus sjöstedti gebruikt. Het is de enige soort uit het monotypische geslacht Didynamipus. De soortaanduiding sjostedti is een eerbetoon aan de Zweedse bioloog Bror Yngve Sjöstedt.
Didynamipus sjostedti komt voor in delen van westelijk Afrika en leeft in de landen Equatoriaal-Guinea en Kameroen. In Nigeria is de soort geïntroduceerd. Het verspreidingsgebied is klein en versnipperd. Er is niet veel bekend over de soort en er zijn maar weinig exemplaren beschreven maar waarschijnlijk komt de pad binnen zijn verspreidingsgebied algemeen voor.
Adenomus · 
Altiphrynoides · 
Amazophrynella · 
Anaxyrus · 
Ansonia · 
Atelopus · 
Barbarophryne · 
Blythophryne · 
Bufo · 
Bufoides · 
Bufotes · 
Capensibufo · 
Churamiti · 
Dendrophryniscus · 
Didynamipus · 
Duttaphrynus · 
Epidalea · 
Frostius · 
Ghatophryne · 
Incilius · 
Ingerophrynus · 
Laurentophryne · 
Leptophryne · 
Melanophryniscus · 
Mertensophryne · 
Metaphryniscus · 
Nannophryne · 
Nectophryne · 
Nectophrynoides · 
Nimbaphrynoides · 
Oreophrynella · 
Osornophryne · 
Parapelophryne · 
Pedostibes · 
Pelophryne · 
Peltophryne · 
Phrynoidis · 
Poyntonophrynus · 
Pseudobufo · 
Rentapia · 
Rhaebo · 
Rhinella · 
Sabahphrynus · 
Schismaderma · 
Sclerophrys · 
Strauchbufo · 
Truebella · 
Vandijkophrynus · 
Werneria · 
Wolterstorffina · 
Xanthophryne